# Ascanio Vittozzi

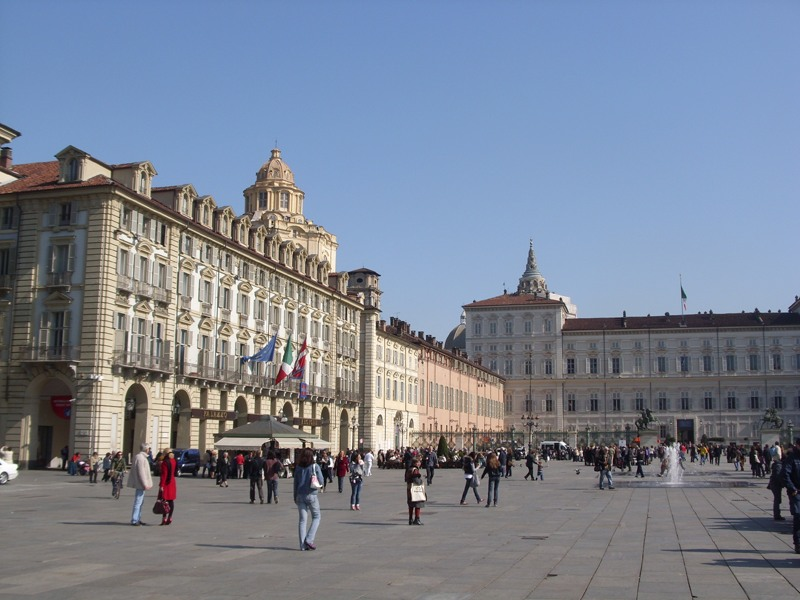
Piazza Castello a Torino

Ascanio Vittozzi o Ascanio di Vitozzi, o Ascanio Baschi di Vitozzo (talvolta, anche Baschi di Vittozzi) (Baschi, 1539 – Torino, 23 ottobre 1615) è stato un architetto italiano.

## Biografia
Nato a Orvieto o dintorni (probabilmente nel castello di Sermugnano di cui il padre era il signore, o Bolsena o Baschi), era figlio naturale di Ercole, dei signori di Montevitozzo o Vitozzo, un ramo della famiglia dei Baschi, seguì da giovane la carriera delle armi, arruolandosi nell'esercito pontificio e combattendo, nel 1571, nella Battaglia di Lepanto, quindi a Tunisi ed in Portogallo, sempre a seguito della Lega Santa.
Al seguito delle forze armate, venne elevato architetto militare, disegnando fortificazioni alla moderna, che lo fecero notare alla corte di Emanuele Filiberto di Savoia, soprannominato il "Duca Testa di Ferro". Giunto nella capitale di quest'ultimo, Torino, allora in fermento rinnovativo, specie sotto il ducato del successore, Carlo Emanuele I, detto "il Grande", Vittozzi si dedicò non solo alle opere difensive, ma anche all'architettura civile, disegnando piazze, vie ed edifici e diventando il fautore del primo barocco piemontese.
È al Vittozzi che rimane legato lo sviluppo edilizio di Torino perché gli fu dato l'incarico della planimetria di tutto il quartiere centrale di Torino, da Piazza Castello, che egli disegnò con i primi portici, a Via Nuova (attuale Via Roma).
È sepolto nella sagrestia della chiesa della Santissima Trinità, a Torino, nella centrale via Garibaldi.

## Opere

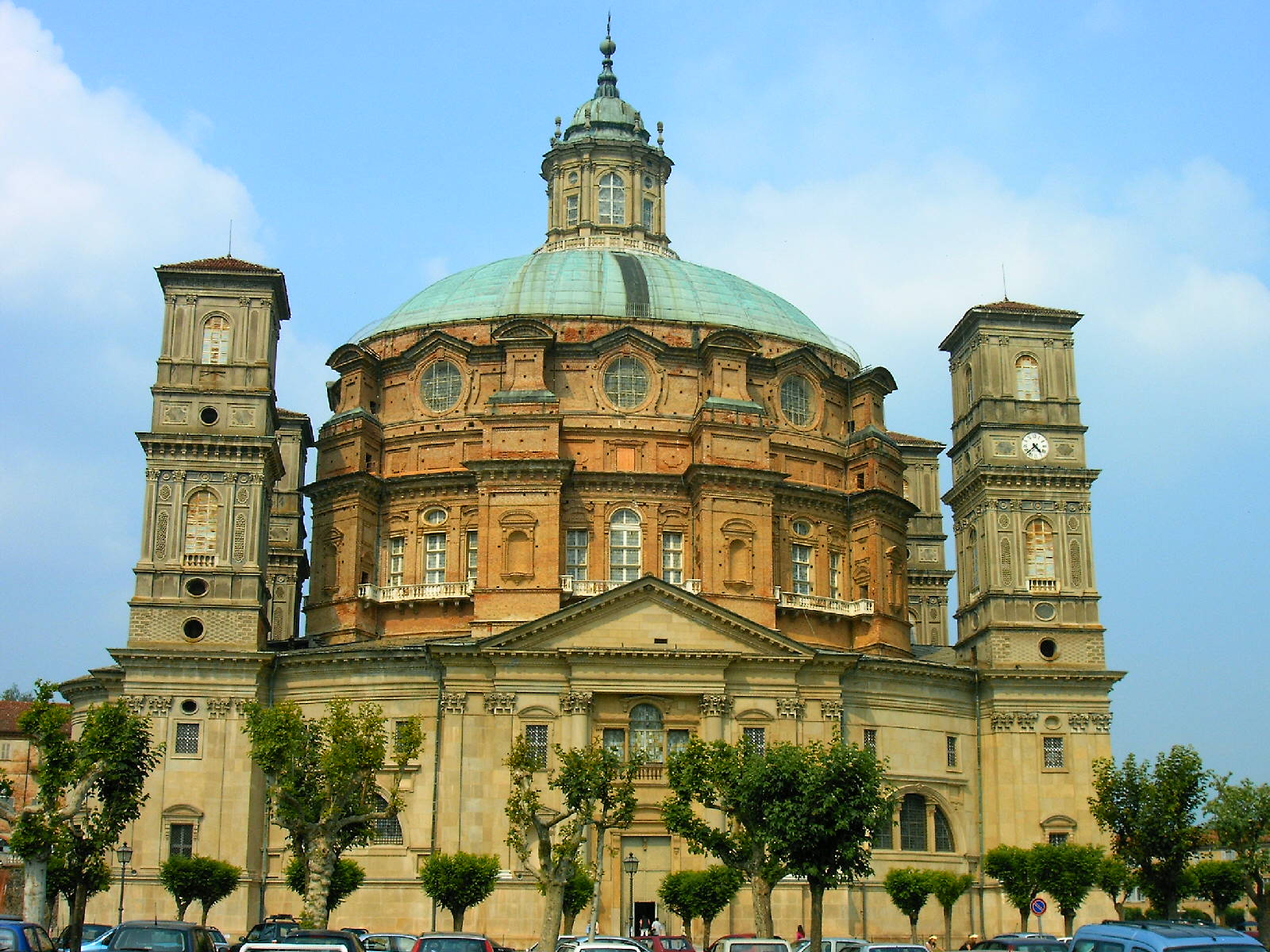
Santuario di Vicoforte

Molte sono le opere ancora visibili del Vittozzi, in particolare a Torino, ove si ricordano: 
- Piazza Castello, disegnata dall'architetto umbro, voleva essere il palcoscenico della corte torinese;
- Via Roma, allora definita come Via Reale;
- Basilica del Corpus Domini;
- Palazzo Reale, la residenza della corte sabauda;
- Castello di Rivoli;
- Villa della Regina;
- Chiesa di Santa Maria al Monte e annesso convento, sul Monte dei Cappuccini;
- Santuario di Vicoforte;
- Chiesa della Santissima Trinità, nella cui sacrestia è sepolto.